# 다케톤 볼토니
다케톤 볼토니는 두마디개미아과에 속한 신열대구의 교목성 개미 종이다. 페루와 브라질에 서식하며 자매종 아르미게룸과 비슷하다.

## 분포
이 개미는 수관에서만 거주하는 것으로 보이며 페루의 이키토스, 브라질의 마나우스와 코트리구아수에 서식한다고 알려져있다. 이 개미는 아르미게룸과 동소성이다. 현재 알려진 서식지는 아마존 우림의 두 지역 뿐이지만, 이 개미가  아르미게룸과 광범위한 서식지를 공유할 수 있으며 충분히 그럴 법 하다.

## 묘사
이 개미의 일개미는 자매종 아르미게룸과 하트 모양의 머리, 낮은 각피의 돌출부에 위치한 큰 눈, 턱의 끝니의 개수, 일반적인 습성과 같은 중요한 특성들을 공유한다. 이 개미는 아르미게룸과 다르게 턱의 안쪽 경계의 강모에 특수한 열이 없으며, 두 종 사이의 먹이 선호의 차이를 시사하는 좀 더 짧고 튼튼한 턱, 완전히 닫힌 턱의 기반과 머리통의 여백 사이의 넓은 간격, 턱의 삽입부와 인접한 배쪽의 얕은 함몰부, 길고 단순한 형태의 전흉배판 측면 가시, 얕게 파인 뒷가슴도랑, 네 번째 배마디의 배판의 반쯤, 또는 완전히 드러누운 강모로 구별할 수 있다.
이 개미는 행동 양상이 아르미게룸과 굉장히 유사하지만, 모식지에서 진행한 낙하 테스트는 볼토니가 아르미게룸에 비해 활강이 힘없고 엉성하다는 것을 보여준다.
생식계급은 발견된 적이 없다.

### 일개미의 다형성
아조르사 & 소사-칼보 (2008)는 원래의 문서에서 연구된 표본 사이에서 다음과 같은 몇 가지 형태적인 변형을 기록했다:
- 계급을 막론하고 턱이 닫혀있을 때 턱의 기반과 머리의 가장자리 사이의 간격이 좁으며, 간격이 넓은 두 마리의 소형일개미들이 예외 사례로 연구된 적이 있다.
- 눈의 융기부의 직모가 발견된 모든 일개미에 존재하지만 그 숫자는 표본에 따라 다양하다. 이 직모는 연약하고 쉽게 떨어지는 것으로 추측된다. 앞가운데가슴등판 가운데와, 그 뒷부분의 혹 사이의 직모도 이와 마찬가지인 것으로 보인다.
- Humeral 돌기들은 상당히 짧고, 때때로 carina를 구성하거나 존재하지 않으며, 특히 작은 일개미일수록 더하다.
- 페루에서 발견된 모든 표본의 가슴배마디의 가시가 서로 만나서, 등 앞에서 보면 U자 모양을 띄는 반면, 브라질에서 발견된 대부분의 표본의 가슴배마디의 가시는 갈라져 있어 아르미게룸과 좀 더 유사하다.
- 배자루마디의 돌기는 작으며, 작은 크기의 계급에서는 거의 찾아볼 수 없다. 돌기는 브라질의 표본에서 좀 더 뚜렷하다.